# Lönnhammarträsket
Lönnhammarträsket eller Linhamarinjärvi är en sjö i kommunen Lojo i landskapet Nyland i Finland. Sjön ligger 60,1 meter över havet. Arean är 34 hektar och strandlinjen är 2,92 kilometer lång. Sjön  ingår i Karisåns huvudavrinningsområde.   Den ligger omkring 72 km väster om Helsingfors. 